# Rosalio José Castillo Lara
Rosalio José Castillo Lara S.D.B. (San Casimiro, 4 de setembro de 1922 — Caracas, 16 de outubro de 2007) foi um cardeal venezuelano e presidente emérito da Pontifícia Comissão para o Estado da Cidade do Vaticano.